# Phare de Wisconsin Point
Le phare de Wisconsin Point (en anglais : Wisconsin Point Light), est un phare du lac Supérieur près de la ville de Superior dans le comté de Douglas, Wisconsin.
Il est inscrit au Registre national des lieux historiques depuis le 1er mars sous le no 7000102.

## Historique
Il s'agit d'une aide à la navigation active, connue sous le nom de South Breakwater Light par la United States Coast Guard dans la liste des feux du Volume VII et de l'Institut d'études géologiques des États-Unis (Geographic Names Information System).
Il est situé sur le mur sud de rupture d'entrée du port de Supérior. La rivière Saint-Louis, qui prend sa source dans le Minnesota, devient la baie de Saint-Louis, puis se jette dans la Superior Bay (en) et sort dans le lac Supérieur via les canaux navigables, à chaque extrémité de Minnesota Point (en).
Le bâtiment de corne de brume attaché à la tour se trouve au milieu d'un long banc de sable de 16 km - s'étendant entre les ports de Duluth et Superior. Cette barre de sable fait du port de Duluth–Superior l'un des ports les plus sûrs au monde. Il est «réputé être le plus long banc de sable d'eau douce au monde» et est divisé par une ouverture près de son centre, où se trouve le phare. Le côté Minnesota de l'ouverture est connu comme "Minnesota Point" (Park Point) et le côté Wisconsin est connu comme "Wisconsin Point (en)".
La lentille de Fresnel originale a été fabriquée par Sautter, Lemonnier et Company de Paris en 1890. Elle a été remplacée par une balise aérodynamique DCB-224 fabriquée par la société Carlisle & Finch (en).

## Description
Le phare est une tour cylindrique en béton de 17 m de haut, avec galerie et lanterne, attachée à une maison de gardien ovale de 2 étages. ee phare est peint en blanc avec des toits rouge vif et la lanterne est noire.
Il émet, à une hauteur focale de 21 m, une éclat vert de 0.5 seconde par période de 5 secondes. Sa portée est de 19 milles nautiques (environ 35 km). Il est équipé d'une corne de brume émettant un  souffle de 3 secondes toutes les 30 secondes, en continu du premier mai au 20 octobre.

## Caractéristiques dufeu maritime
Fréquence : 5 secondes (G)
- Lumière : 0.5 seconde
- Obscurité : 4.5 secondes

Identifiant : ARLHS : USA-829 ; USCG : 7-15595.

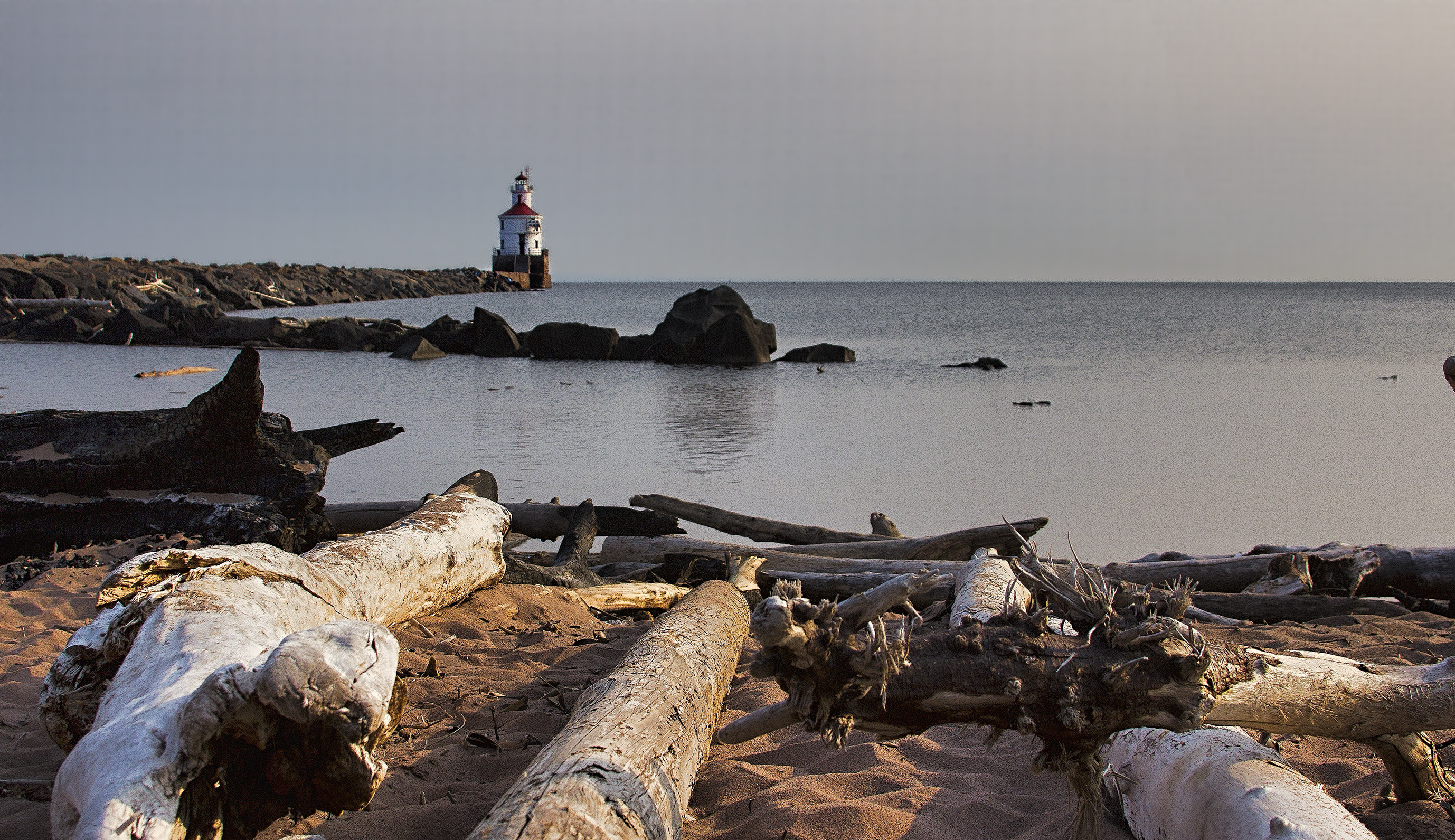
Le phare
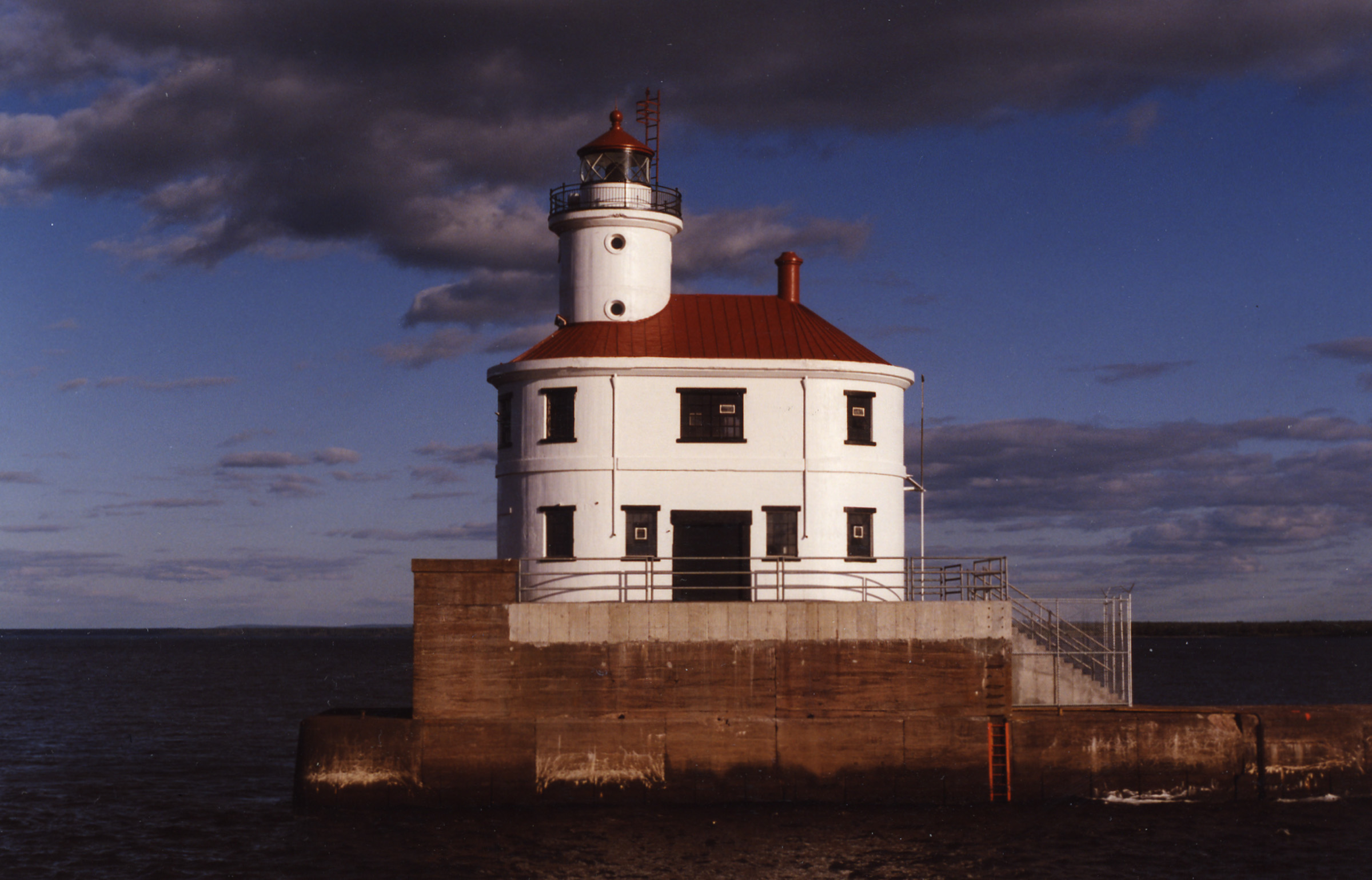
Le phare

### Lien connexe
- Liste des phares du Wisconsin